# Erythrina acanthocarpa
Erythrina acanthocarpa  es un arbusto nativo del sudeste de  África perteneciente a la familia de las fabáceas.

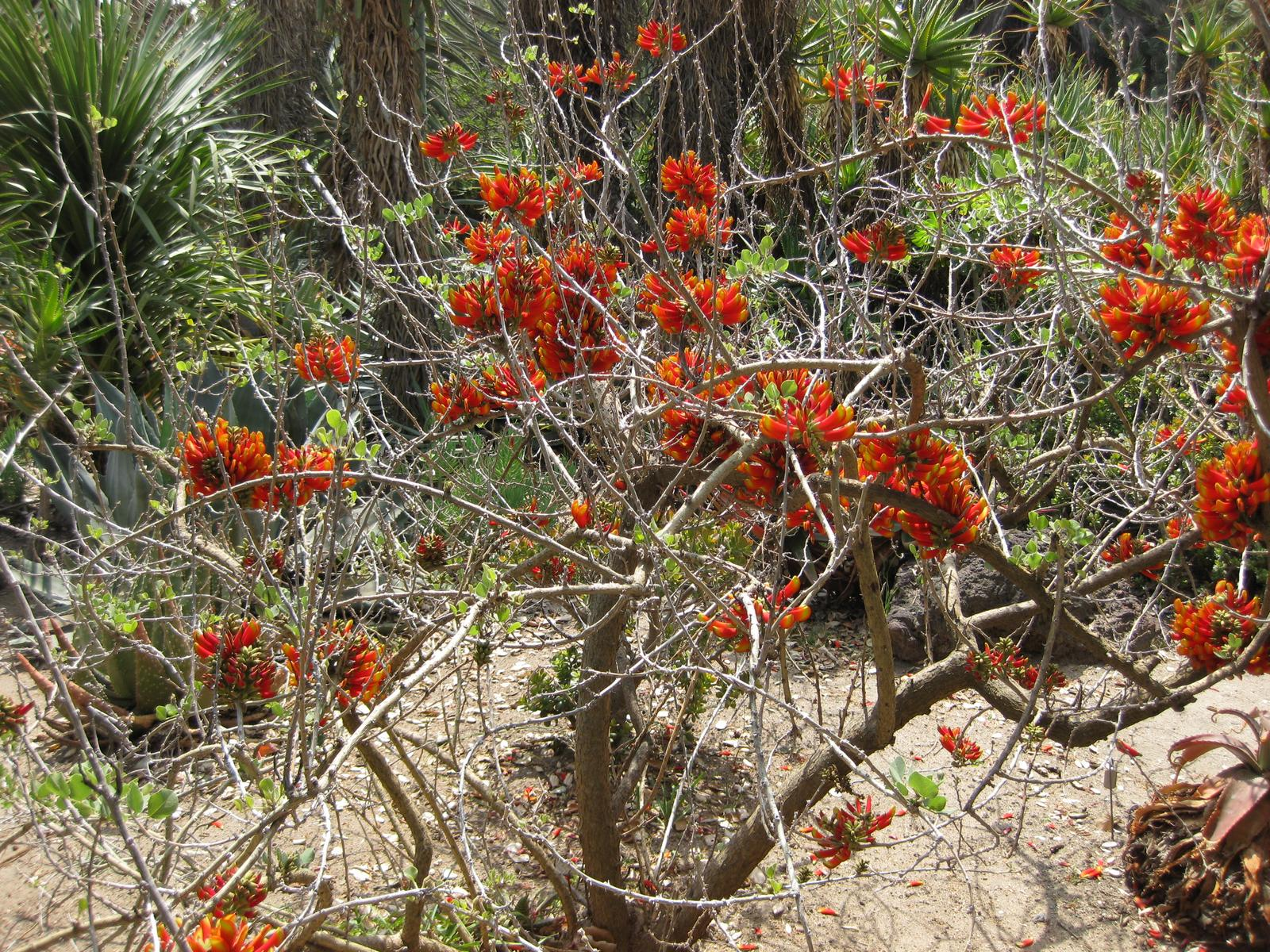
En su hábitat

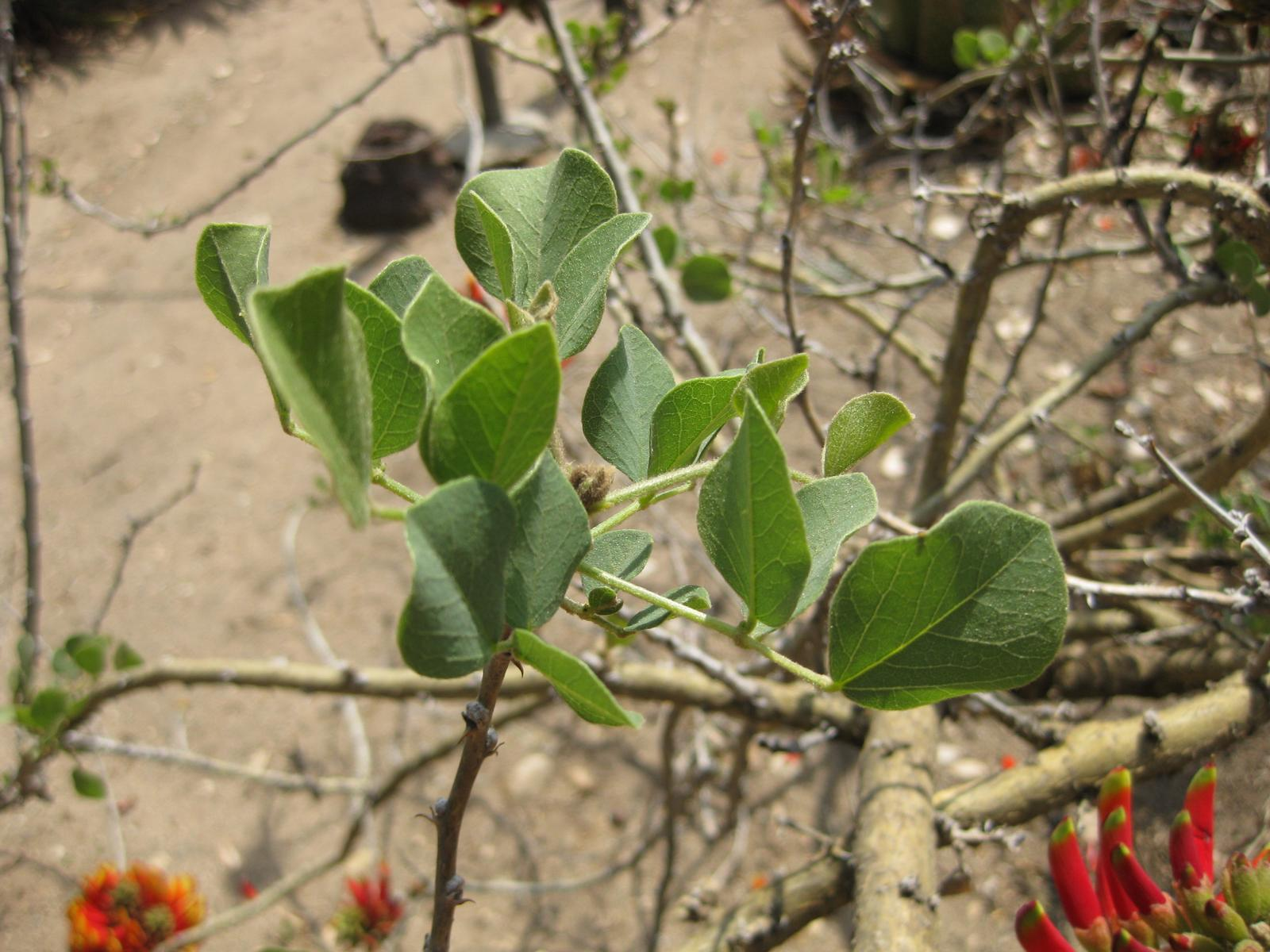
Hojas

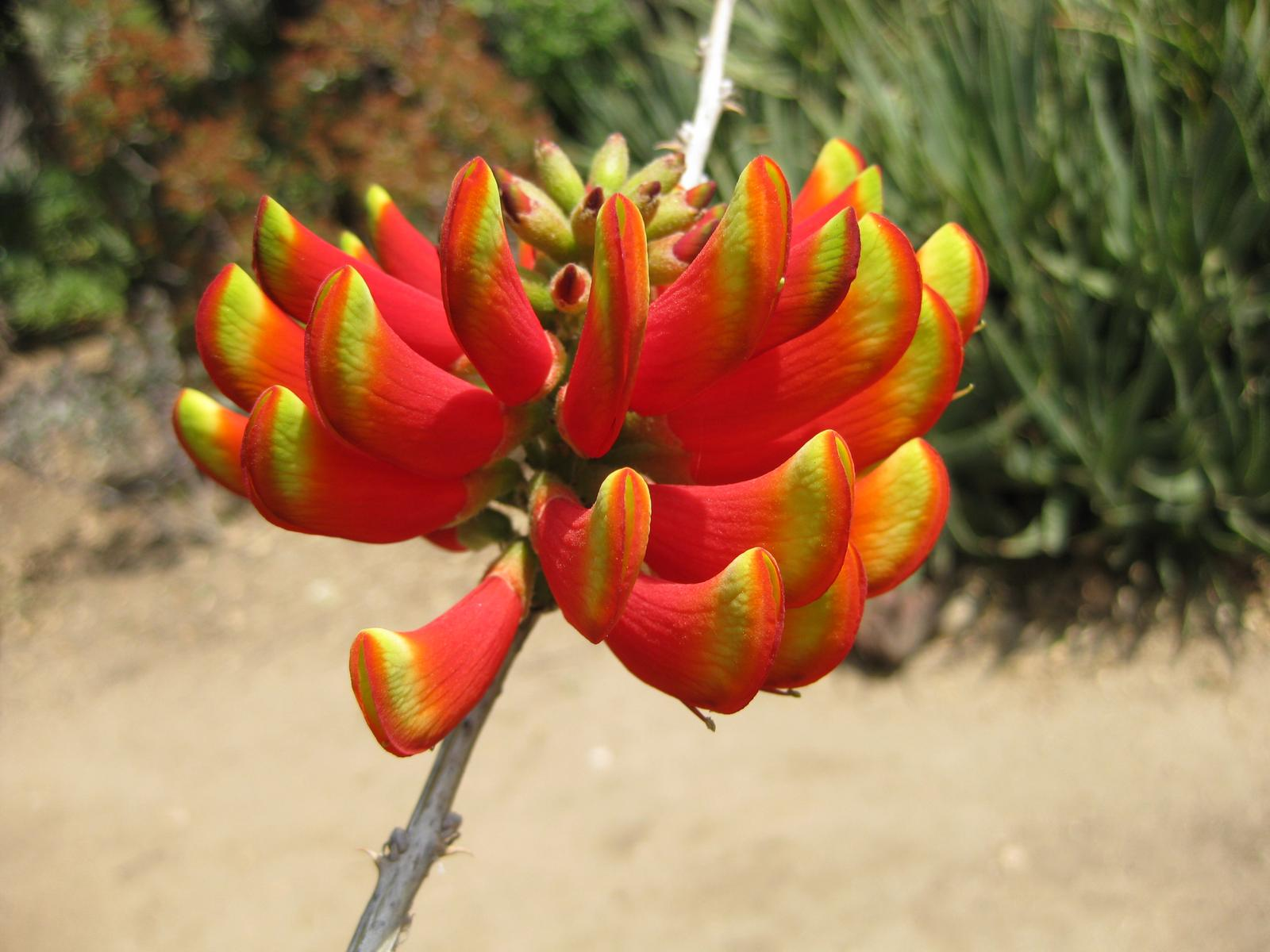
Flores

## Descripción
Es un atractivo arbusto muy llamativo y con flores de color rojo verdoso. Está muy ramificado, es espinoso  de hoja caduca que alcanza hasta 2 metros de altura. Las flores llamativas son de color escarlata con el pétalo superior con bordes verde y se producen en inflorescencias de hasta 10 cm de largo y 12 cm de ancho.
Las hojas son compuestas con tres foliolos y tienen numerosas espinas afiladas de color púrpura-negro. Las vainas son marrones de hasta 12 cm de largo, constreñida entre las semillas y están armados con espinas (de ahí el nombre específico "acanthocarpa"). Las semillas son de color marrón y más grandes que los de otras especies locales de Erythrina. Se utiliza como amuleto contra el mal.

## Distribución y hábitat
Se encuentra silvestre en el distrito de Queenstown en la provincia del Cabo Oriental, Sudáfrica, un área conocida como Tambukiland (de ahí espina tambookie). La planta es endémica de dicha localidad y, posiblemente, de los distritos adyacentes y no se produce en ninguna otra parte del mundo. En su hábitat natural, las plantas a menudo forman matorrales bajos que cubren grandes extensiones de tierra. Los primeros viajeros informaron que estas áreas parecían ser una llamarada de rojo durante la primavera y principios del verano cuando estaban en flor, pero lamentablemente la planta ya no es tan común. 

## Taxonomía
Erythrina acanthocarpa fue descrita por Ernst Heinrich Friedrich Meyer y publicado en Commentariorum de Plantis Africae Australioris 151. 1836.
Etimología
Erythrina: nombre genérico que proviene del griego ερυθρóς (erythros) = "rojo", en referencia al color rojo intenso de las flores de algunas especies representativas.
acanthocarpa: epíteto que deriva del griego, "akanthos" que significa "espina" y "karpos", que significa "fruta", en referencia a las vainas espinosas.